# Зазель
«Аромат любви» — американский 1996 года. Режиссёр — Филипп Монд, бюджет фильма составил 237 тысяч долларов. В фильме снимались одни из лучших моделей журнала Penthouse.

## Сюжет
Главная героиня фильма — художница.  Девушка увлечена поиском особого аромата — «аромата любви», для того, чтобы создать самый возбуждающий парфюм в истории человечества. В своих изысканиях она использует всевозможные практики (рисует, рассматривает фотографии, гуляет среди цветов в своем саду), позволяющие раскрыть и визуализировать её необузданные сексуальные фантазии. Её воображение рисует картины с водными нимфами, старомодные сцены из черно-белых фильмов, ей грезятся джунгли, рай и ад, дикий запад и даже сцены из Трёх Мушкетеров, Александра Дюма-отца.

## В ролях
- Саша Винни (Sasha Vinni) — Зазель, Голубая сирена, Женщина-ангел, Брюнетка, Русалка, Тигр (1994 Penthouse Pet of the Year)
- Джина ЛаМарка (Gina LaMarca) — Соблазнительница (1995 Penthouse Pet of the Year)
- Анна Ромеро (Anna Romero) — Красный дьявол, Рыжая (Hustler & Penthouse Centerfold)
- Грейс Харлоу (Grace Harlow) — Водная нимфа (Penthouse Pet)
- Лене Хефнер (Lene Hefner) — Татуированная девушка (Penthouse Pet)
- Брук Лейн (Brooke Lane) — Женщина-ангел, Блондинка (Penthouse Pet)
- Ники ст. Жиль (Nikie St. Gilles) — Белокурая красотка (Playboy & Penthouse Model)
- Хелена (Helena) — Женщина-ангел
- Антонио Валентино (Antonio Valentino) — Крылатый мужчина-ангел
- Кевин Джеймс (Kevin James) — Гаргулья
- Дрю Риз (Drew Reese) — Мужчина-демон
- Девин Дерей (Devin Deray) — Тату-мастер

## НаградыAVN(Adult Video News Awards)
- Лучший фильм со всеми видами секса (Best All Sex Film)
- Лучшая работа художника-постановщика (Best Art Direction)
- Лучшая операторская работа (Best Cinematography) (Филипп Монд)
- Лучший монтаж (Best Editing) — Фильм (Джеймс Авелон)
- Лучшая сцена группового секса (Best Group Sex Scene) — Фильм (Анна Ромеро, Саша Вини, Дрю Риз, Кевин Джеймс)
- Лучшая маркетинговая компания (Best Overall Marketing Campaign)
- Самый продаваемый фильм года (Best-Selling Tape of the Year)

- Описание всех сцен фильма